# Ashendene Press
Die Ashendene Press war eine englische private Buchdruckerei, die 1894 von Charles Harry St. John Hornby (1867–1946) gegründet wurde und bis 1935 bestand.

## Geschichte
Hornby nannte seine Druckerei nach seinem Geburtsort Ashendene, Bayford, Hertshire, wo er am 25. Juni 1867 als Sohn von Reverend Charles Edward Hornby und Harriet Catherine Turton geboren war. Anfangs stellte er eine Handpresse im Haus seiner Eltern auf und druckte nur für seine Freunde. Sein erstes Buch war „The journal of Joseph Hornby“ (1895), ein Tagebuch seines Großvaters, das dieser während einer Reise nach Paris 1815 geführt hatte. Er begann unter den einfachsten Bedingungen – er benutzte geborgte Typen und nur mit der Hilfe seines Bruders und seiner Schwestern lernte Hornby das Drucker-Handwerk „in der Schule der Erfahrung“. In Hertfordshire druckte er 10 Bücher. Die Presse blieb dort bis 1899, als er wegen seiner Heirat nach London in das Shelley House im Stadtteil Chelsea umzog.
Für den Druck von drei Gedichten von John Milton (1896) und für zwei Aufsätze von Francis Bacon: Of building and gardens (1897), die nur in 16 Exemplaren gedruckt wurden, benutzte Hornby sein eigenes Papier, das von Messrs. Batchelor hergestellt und mit einem besonderen Wasserzeichen versehen wurde.
Die Ashendene Press bestand bis 1935 mit Unterbrechungen in den Jahren 1915 bis 1920, die durch den Ersten Weltkrieg bedingt waren. Wie bei den anderen Privatdruckereien in England prägten Hornbys persönlicher literarischer Geschmack und seine künstlerischen Vorlieben das Aussehen und den Inhalt seiner Bücher.
Zusammen mit der Kelmscott Press und der Doves Press, leistete die Ashendene Press einen bedeutenden Anteil an der englischen Buchkunstreform, konzentrierte sich auf das traditionelle Druckerhandwerk und produzierte qualitätsvolle Bücher als Protest gegen die maschinelle minderwertige Herstellung. Die im Jahre 1909 erschienene Dante-Ausgabe der Ashendene Press ist in ihrer buchkünstlerischen Leistung und Gestaltung vergleichbar mit der Chaucer-Ausgabe der Kelmscott Press. Ebenso zählen die Ausgaben von Le Morte D’Arthur (1913), Il Decameron (1920), Don Quixote (1927/28) und Thucydides (1930) zu seinen Meisterwerken.
Hornby konnte Emery Walker als Mitarbeiter für die Presse gewinnen, der mit Hilfe von Sydney C. Cockerell, dem früheren Sekretär der Kelmscott Press, die Subiaco-Type entwarf. Für die Entwicklung der Subiaco-Type, einer Antiqua, orientierte sich Walker an einer frühen Type aus dem 15. Jahrhundert, die die Drucker Konrad Sweynheim († 1477) und Arnold Pannartz in Subiaco bei Rom genutzt hatten. Nach dem Vorbild der 1482 in Ulm erschienenen Ausgabe Cosmographia von Ptolemäus gedruckt von Lienhart Holl, wurde eine zweite Type für die Ashendene Press entwickelt, die Ptolemy-Type.
Hornby beschäftigte Mitarbeiter von Rang und Namen, wie z. B. Edward Johnston, Graily Hewitt, Eric Gill, die Buchbinderin Katherine Adams und Sydney Cockerells Bruder, Douglas Cockerell.
In den 35 Jahren ihres Bestehens gab die Ashendene Press, in der alle Ausgaben per Hand gesetzt wurden, 40 Bücher heraus.